# Le Lys de Brooklyn
Pour plus de détails, voir Fiche technique et Distribution.
Le Lys de Brooklyn (A Tree Grows in Brooklyn) est un film américain en noir et blanc réalisé par Elia Kazan, sorti en 1945. Il est une adaptation du roman du même nom écrit en 1943 par Betty Smith.

## Synopsis
New York, début du XXe siècle. Les Nolan vivent pauvrement dans un quartier de Brooklyn, se serrant les coudes face à l'adversité. La mort de Johnny, le père, plonge la famille dans le besoin. Pour survivre, il lui faut du courage et de la volonté, à l'exemple de cet arbre qui parvient à s'épanouir dans la cour de leur immeuble.

## Fiche technique
- Titre : Le Lys de Brooklyn
- Titre original : A Tree Grows in Brooklyn
- Réalisation : Elia Kazan
- Scénario : Frank Davis et Tess Slesinger d'après le livre de Betty Smith (1943)
- Musique : Alfred Newman
- Dialogues : Anita Loos (non créditée)
- Direction artistique : Lyle R. Wheeler
- Décorateur de plateau : Thomas Little
- Costumes : Bonnie Cashin et Sam Benson (non crédité)
- Photographie : Leon Shamroy
- Montage : Dorothy Spencer
- Producteur : Louis D. Lighton
- Société de production et de distribution : Twentieth Century Fox
- Pays de production :  États-Unis
- Langue originale : anglais américain
- Format : noir et blanc — 35 mm — 1,37:1 — son : mono (Western Electric Recording)
- Genre : drame psychologique
- Durée : 129 minutes
- Dates de sortie :
  - États-Unis : 28 février 1945 (New York)
  - France :  13 octobre 1948

## Distribution
- Dorothy McGuire : Katie Nolan

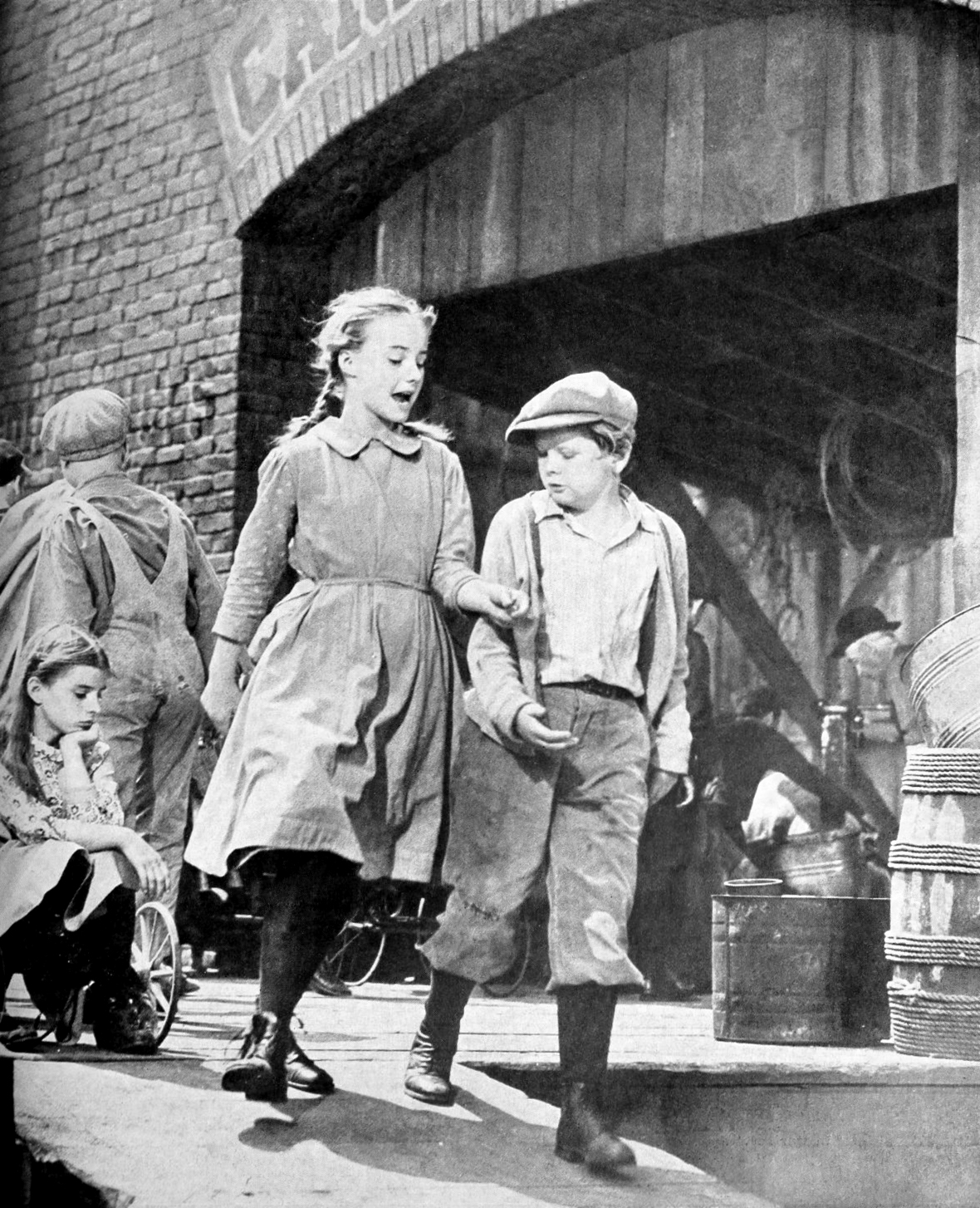
Peggy Ann Garner et Ted Donaldson dans une scène du film.

- Joan Blondell : Tante Sissy Edwards
- James Dunn : Johnny Nolan alias « the Brooklyn Thrush »
- Lloyd Nolan : Officier McShane
- James Gleason : McGarrity
- Ted Donaldson : Neeley Nolan
- Peggy Ann Garner : Francie Nolan
- Ruth Nelson : Mlle McDonough
- John Alexander : Steve Edwards

Acteurs non crédités
- Robert J. Anderson : Augie
- Mickey Kuhn : un enfant à la pose d'arbre de Noël
- J. Farrell MacDonald : Carney, le brocanteur
- Francis Pierlot : le prêtre aux funérailles
- Gloria Talbott : une collégienne

## Récompenses et distinctions
- Oscar du meilleur acteur dans un second rôle pour James Dunn.
- Oscar de la jeunesse pour Peggy Ann Garner.

## Autour du film
- Elia Kazan décrivait son premier essai au cinéma comme un « conte de fée sentimental » reposant sur « une histoire assez mince ».
- « J’étais alors loin de ma femme, mes enfants me manquaient : j’avais moi aussi une petite fille et j’étais d’autant plus sensible à l’amour d’un enfant pour son père : on le sent dans ce film… Je ne crois plus aux sentiments maintenant. » (Kazan par Kazan, entretien avec Michel Ciment, éd. Ramsay Poche).